# Mont Jiguan
Le mont Jiguan (chinois simplifié : 鸡冠山 ; chinois traditionnel : 雞冠山 ; en pinyin : jīguān shān ; littéralement : « mont de la crête-de-coq ») fait partie de la cordillère du Qionglai, dans la province chinoise du Sichuan.

## La vallée Jiulong
La vallée Jiulong (chinois simplifié : 九龙沟 ; chinois traditionnel : 九龍溝 ; pinyin : jiǔ lóng gōu ; littéralement : « vallée des neuf dragons ») est l'un des sites touristiques les plus célèbres du mont Jiguan.

## Parc national de la vallée Jiulong du mont Jiguan
Le parc paysager de la vallée Jiulong du mont Jiguan (鸡冠山—九龙沟省級风景名胜区) a été décrété parc national en 1986. C'est l'un des sanctuaires des pandas géants du Sichuan.